# Anthony Egwunyenga
Anthony Egwunyenga (* 22. Juli 1943 in Issele Ukwu, Delta) ist ein ehemaliger nigerianischer Sprinter, der sich auf den 400-Meter-Lauf spezialisiert hatte.
Bei den Olympischen Spielen 1968 in Mexiko-Stadt schied er über 400 m trotz seiner persönlichen Bestzeit von 47,37 s im Vorlauf aus. Auch in der 4-mal-400-Meter-Staffel kam er nicht über die erste Runde hinaus.
1970 erreichte er bei den British Commonwealth Games in Edinburgh über 400 m das Halbfinale und kam mit der nigerianischen Mannschaft auf den siebten Platz in der 4-mal-400-Meter-Staffel.